# 摂津の戦い
摂津の戦い（せっつのたたかい）は、南北朝時代で発生した合戦の一つ。正平7年/文和元年（1352年）8月中旬から翌年3月末にかけて、摂津国（大阪府大阪市）において、足利尊氏方の足利義詮の軍勢と、南朝方の楠木正儀の軍勢との間で行われた合戦である。

## 概要
正平7年/文和元年（1352年）8月中旬から翌年3月末にかけて、楠木正儀は吉良満貞・石塔頼房と共に摂津国に進軍し、各所の制圧に成功。幕府の赤松光範・佐々木秀綱・佐々木高秀・土岐頼康・仁木義長らを打ち破り、結果として第五次京都合戦に至るまでの糸口を作った。

## 経過
以下、日付は旧暦。
正平7年/文和元年（1352年）8月15日、摂津国に進軍した楠木正儀は、まず志宜杜（現在の大阪府大阪市中央区法案寺）で幕府の赤松光範と交戦した。9月30日、正儀はさらに攻撃を押し進め、摂津国渡辺・神埼で光範と戦った。1月3日、正儀は吉良満貞・石塔頼房と共に、摂津国尼崎溝口に兵を進めた。石塔頼房は数百騎をもって神埼を攻め、同地の幕府軍は戦わずに逃走した。11月7日、幕府は南朝を討つため、佐々木道誉の息子である佐々木秀綱・佐々木高秀兄弟を摂津国に派遣。27日、南朝と交戦したが敗走した。
翌、正平8年/文和2年（1353年）1月7日、佐々木秀綱は相次ぐ敗北で摂津国奪還を諦め、京都に帰還した。石塔頼房はこの勢いに乗じ、11日、北朝の摂津国伊丹城を攻めた。
3月5日、足利義詮は土岐頼康を大将として摂津国に派兵した。3月18日、仁木義長が佐藤元清らを率いて、河内国東条（正儀のを本拠地）を攻め勝利する。
3月23日、南朝は反撃に転じ、吉良満貞・石塔頼房が摂津国吹田で土岐頼康の軍に攻撃を仕掛けるが、数十人が討ち取られ40人が幕軍の捕虜となった。一方、土岐頼康の側も一定の死者を出し、翌24日には神埼・尼崎に陣を移した。結局、3月末に土岐頼康・仁木義長らが南朝に敗退した。

## 影響
敗退を受けて、義詮自らが大将として出陣を決めるが、周囲が逸る義詮を押し留めたため出陣を取りやめ、代わりに土岐頼康を大将に再起用して出陣させた。一方南朝はこの勢いに乗じ、京都奪還戦を敢行した。